# Relicario de San Rossore

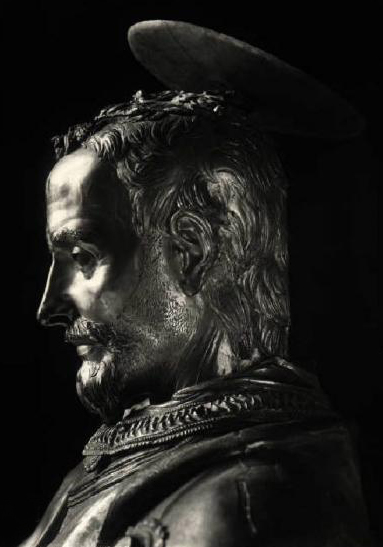
El relicario en una imagen de 1936.

El relicario de San Rossore es una obra de Donatello realizada en bronce dorado, que data de alrededor de 1424-1427 y conservado en el Museo Nazionale di San Matteo en Pisa. El año 1591 llegó el busto-relicario a Pisa.

## Historia
En 1422 los monjes de la Iglesia de Ognissanti (Florencia) estaban en posesión de la reliquia del cráneo de San Lussorio (popularmente llamado de San Rossore), un soldado romano que se convirtió al cristianismo y fue decapitado en Cerdeña en la época de Diocleciano. Para honrar a esta preciosa reliquia fue encargado un relicario en forma de busto, a Donatello. La fundición fue realizada por Jacopo de Stroza y la hizo con cinco partes ensamblándolas en frío. 

## Descripción
El trabajo marca una fuerte ruptura con la tradición medieval anterior de la producción de relicarios. El rostro del santo se encuentra trabajado con una expresión distante como recuerda la tradición devocional, siendo elaborado el torso en una tipología realista a lo «romano», es decir, como las antiguas estatuas. Algunos detalles se aprecian con precisión como en los retratos romanos, la definición de la barba con incisiones cortas, como en la retratística del siglo III. El rostro ha adoptado unas formas expresivas, que hace pensar en un retrato o incluso en un autorretrato.
También en esta obra, Donatello utilizó correcciones relacionadas con el punto de vista: el Santo mira hacia abajo porque su ubicación originaria estaba en una parte alta, (donde no podía ser robado).